# 心形狡蛛
心形狡蛛（学名：Dolomedes cordivulva）为盗蛛科狡蛛属的动物。在中国大陆，分布于北部等地。